# ستيفن ماكلولين
ستيفن ماكلولين (بالإنجليزية: Stephen McLaughlin)‏ (14 يونيو 1990 في جمهورية أيرلندا - ) هو لاعب كرة قدم أيرلندي في مركز الوسط. لعب مع ديري سيتي ونادي بريستول سيتي ونادي ساوثيند يونايتد ونوتس كاونتي ونوتينغهام فورست ونادي فين هاربز.

## وصلات خارجية
- ستيفن ماكلولين على موقع قاعدة بيانات كرة القدم.إي يو (الإنجليزية)
- ستيفن ماكلولين على موقع Soccerbase.com (لاعب) (الإنجليزية)
- ستيفن ماكلولين على موقع Soccerway.com (الإنجليزية)
- ستيفن ماكلولين على موقع عالم كرة القدم.نت (الإنجليزية)